# Brits-Honduras op de Olympische Zomerspelen 1968
Brits-Honduras, het huidige Belize debuteerde op de Olympische Zomerspelen tijdens de Olympische Zomerspelen 1968 in Mexico-Stad, Mexico. Tot op heden (medio 2008) wist het land nog geen medaille te winnen.

## Resultaten en deelnemers

### Atletiek
| Olympiër      | Discipline      | Resultaat | Prestatie                           |
| ------------- | --------------- | --------- | ----------------------------------- |
| Colin Thurton | 200m (m)        | 43e       | serie 5: 7e in 22,14                |
| Owen Meighan  | verspringen (m) | 34e       | kwalificatie groep A: 16e met 6,06m |

### Gewichtheffen
| Olympiër      | Discipline  | Resultaat | Prestatie                                                                           |
| ------------- | ----------- | --------- | ----------------------------------------------------------------------------------- |
| Mario Mendoza | -67,5kg (m) | 19e       | drukken: 20e met 82,5kg trekken: 20e met 87,5kg stoten: 19e met 110kg totaal: 280kg |

### Schietsport
| Olympiër        | Discipline             | Resultaat | Prestatie                       |
| --------------- | ---------------------- | --------- | ------------------------------- |
| Edward Anderson | 50m geweer liggend (m) | 86e       | 562 punten: (94-95-97-93-90-92) |
| Robert Hulse    | 50m geweer liggend (m) | 63e       | 584 punten: (99-97-99-98-93-98) |

### Wielersport
| Olympiër           | Discipline                    | Resultaat | Prestatie                                                        |
| ------------------ | ----------------------------- | --------- | ---------------------------------------------------------------- |
| Kenneth Sutherland | sprint (m)                    | 30e       | 1e ronde serie 15: 3e 1e ronde herkansingen: V van AUS Nicholson |
| Denfield McNab     | individuele achtervolging (m) | 34e       | kwalificatie: gedubbeld                                          |

Afghanistan · Algerije · Amerikaanse Maagdeneilanden · Argentinië · Australië · Bahama's · Barbados · België · Bermuda · Birma · Bolivia · Bondsrepubliek Duitsland · Brazilië · Brits-Honduras · Bulgarije · Canada · Centraal-Afrikaanse Republiek · Ceylon · Chili · Colombia · Congo-Kinshasa · Costa Rica · Cuba · Denemarken · Dominicaanse Republiek · Duitse Democratische Republiek · Ecuador · El Salvador · Ethiopië · Fiji · Filipijnen · Finland · Frankrijk · Ghana · Griekenland · Groot-Brittannië · Guatemala · Guinee · Guyana · Honduras · Hongarije · Hongkong · Ierland · IJsland · India · Indonesië · Irak · Iran · Israël · Italië · Ivoorkust · Jamaica · Japan · Joegoslavië · Kameroen · Kenia · Koeweit · Libanon · Libië · Liechtenstein · Luxemburg · Madagaskar · Maleisië · Mali · Malta · Marokko · Mexico · Monaco · Mongolië · Nederland · Nederlandse Antillen · Nicaragua · Nieuw-Zeeland · Niger · Nigeria · Noorwegen · Oeganda · Oostenrijk · Pakistan · Panama · Paraguay · Peru · Polen · Portugal · Puerto Rico · Roemenië · San Marino · Senegal · Sierra Leone · Singapore · Soedan · Sovjet-Unie · Spanje · Suriname · Syrië · Taiwan · Tanzania · Thailand · Trinidad en Tobago · Tunesië · Turkije · Tsjaad · Tsjecho-Slowakije · Uruguay · Venezuela · Verenigde Arabische Republiek · Verenigde Staten · Vietnam · Zambia · Zuid-Korea · Zweden · Zwitserland